# アキュートリリー
株式会社アキュートリリーは、かつて「HSbodydesign」（通称・白鳥エステ）の名前でエステティックサロンを経営していた企業。

## 概要
エステティックサロン業界でセミナーや施術講師を開いていたエステティシャンとして活躍していた白鳥紘子こと末永紘子が2014年に設立。「HSbodydesign」（通称・白鳥エステ）の名前で、他社が1時間1万円のところを、約3000円という低価格によるエステや脱毛サービスを展開し、「低価格で質の良いサービス」「プランの押し売りはしない」などが評価され、人気エステ店の地位を確立していき、都心部はもちろんのこと、名古屋や大阪にも進出した。広告活動は、資金不足のため、SNSで多くのフォロワーを抱えるインフルエンサーを利用していた。
一方で、2018年秋以降、機材のリースを巡ってリース会社とトラブルとなり、これが引き金となって2019年3月に脱毛事業から撤退し、不採算店舗の閉鎖も発表していた。
2018年からは従業員への給与の遅配が目立ち始めるようになり、2019年春からは従業員がSNSで給与遅配を告発するようになっていった（後述）。同年5月には本社を台東区浅草橋から渋谷区代々木へ移転。アキュートリリーは2019年7月30日に、「給与遅配に関するお知らせ」を発表し、労働基準監督署から是正勧告を受けていたことや給与の遅配を認めた。
その後アキュートリリーは6店舗を閉鎖して営業を継続していたが、2019年9月30日に東京地方裁判所へ破産を申請。同年10月1日に破産手続開始決定を受けた。負債総額は約1億5000万円。
2020年1月20日に、債権者集会が東京地方裁判所で行われ、元従業員や関係者が末永に資金の貸し付けを行っていたことや、アキュートリリーの破産手続開始決定後も末永が元従業員を集めて、常連客に対して施術サービスを行っていたことが明らかとなった。
アキュートリリーは、2020年8月18日に法人格が消滅した。

## 給与の未払い問題
業界では高めの給与設定であったが、実際には約束通りの給与を支払っていなかった。人件費率は同業他社の20〜30%に対し、2014年は50%であったが、歩合給制から固定給制へ移行した2018年には85%まで上昇するなど、異常なほどの人件費率であった。安い価格設定と高い給与体系が両立するはずはなく、それ故に、2018年から従業員に対する給与の未払いが目立つようになっていた。
ある元従業員は、経理状況の異常性を早くから見抜いていた。経理は末永がほぼ掌握しており、現金が入れば新規出店費用に回すなど、末永は収支管理の概念が全くなかったという。2019年6月22日に「給与遅配が発生しています」というtwitterが発信され、さらには求人のページにも「給与遅配は発生しています」と記載されていたという。また、「HSbodydesign相模大野店」では、物品の購入が困難となり、Amazon.co.jpのほしい物リストに登録していたことも明らかとなった。
ある元従業員は、当初は月2回給与が支払れていたが、2019年5月分以降、給与が支払れない状態となり、同年4月分の給与も、6月と7月に3回に分けて支払れたという。他の元従業員も、2019年4月分以降の給与が全く支払れず、給与遅配への同意書も渡されていたという。給与未払いの従業員は140〜150名に上り、半年以上も給与が未払いの従業員もおり、最終的に約160名の従業員が債権者となった。一部の従業員が末永やアキュートリリーに支払いを求めたが、「ない袖は振れないとの一点張りで掛け合えなかった」という。他の従業員も、全財産が138円であることを明かした他、ライフラインが順次停止に追い込まれていたことを明かした。また、社会保険料は給与から天引きされていたが、アキュートリリーは実際には社会保険料を納入しておらず、ある従業員は、2019年3月に年金事務所から、社会保険料未納による差し押さえの通告を受け、その後退職したという。2019年8月20日から22日まで、会社の口座が差し押さえられ、その影響で、8月21日から25日までは当日の売り上げを給与として持ち帰ることになった。
ねとらぼと東京商工リサーチは2019年8月に、アキュートリリーに対して回答を求め、ねとらぼに対しては「行政機関とのやりとりはそれらを悪用する人物がいるため、お答えすることが出来かねます」と回答した他、東京商工リサーチは連絡が取れなかったという。東京商工リサーチが2019年8月9日に給与未払い問題の記事を掲載した直後から、国税局などからアキュートリリーに対して、税金や社会保険料などの支払いを求める催促が頻繁に来るようになったという。
アキュートリリーは、2019年9月30日に全従業員に対して解雇を通告した。破産手続開始決定後の末永の行方は不明となっており、破産手続開始決定の2日後である10月3日に日本テレビ『ZIP!』が末永のtwitterを通じて取材を申し込んだが、返答はなかったという。最終的にアキュートリリーは、人件費率が高額の逆さや経営で、かつ経費を従業員に建て替えさせるなどの末永による放漫経営であった。

## 店舗
給与未払い問題が発覚した2019年6月時点では、12店舗を運営していたが、経営破綻時は6店舗での営業となっていた。予約に関しても、以前は電話による予約も可能であったが、給与未払い問題発覚後は公式サイトのみの予約となっていた。支払いに関しても、以前はクレジットカード、Paypal、PayPayによる決済も可能であったが、経営破綻直前は現金のみの決済となっていた。